# Anabelle Smith
Anabelle Smith (* 3. Februar 1993 in Malvern, Melbourne) ist eine australische Wasserspringerin. Sie startet für den Verein Gannets Diving Club im Kunstspringen vom 1-m- und 3-m-Brett und im 10-m-Turmspringen sowie im 3-m- und 10-m-Synchronspringen. Sie wird von Matt Adamson trainiert.
Smith nahm an den Commonwealth Games 2010 in Delhi teil. Sie erreichte Rang vier vom 3-m-Brett, Rang sieben vom 10-m-Turm und gewann außerdem mit Briony Cole Bronze im 10-m-Synchronspringen. Im selben Jahr gewann sie mit Cole einen Wettbewerb im Rahmen des FINA-Diving-Grand Prix. Ihren größten Erfolg feierte sie bei der Weltmeisterschaft 2011 in Shanghai. Sie errang mit Sharleen Stratton die Bronzemedaille im 3-m-Synchronspringen.
2008 gewann sie bei der Junioren-Weltmeisterschaft zwei Bronzemedaillen.